# Turf (formație)
Turf a fost o formație argentiniană de rock (1995-2007). Membrii formației sunt:
- Fernando Caloia
- Joaquín Levinton
- Leandro Lopatín
- Nicolás Ottavianelli
- Carlos Tapia